# Condado de Lewis (Virginia Occidental)
El condado de Lewis (en inglés: Lewis County), fundado en 1816, es uno de los 55 condados del estado estadounidense de Virginia Occidental. En el año 2000 tenía una población de 16.919 habitantes con una densidad poblacional de 17 personas por km². La sede del condado es Weston.

## Geografía
Según la Oficina del Censo, el condado tiene un área total de 1010 km² (390 mi²), de la cual 989 km² (381,9 mi²) es tierra y 21 km² (8,1 mi²) (1.95%) es agua.

### Condados adyacentes
- Condado de Harrison - norte
- Condado de Upshur - este
- Condado de Webster - sur
- Condado de Braxton - suroeste
- Condado de Gilmer - oeste
- Condado de Doddridge - noroeste

### Carreteras
- Interestatal 79
- U.S. Highway 19
- U.S. Highway 33/U.S. Highway 119

## Demografía
En el 2000 la renta per cápita promedia del condado era de $27,066, y el ingreso promedio para una familia era de $32,431. En 2000 los hombres tenían un ingreso per cápita de $27,906 versus $18,733 para las mujeres. El ingreso per cápita para el condado era de $13,933. Alrededor del 16.30% de la población estaba bajo el umbral de pobreza nacional.

## Comunidades

### Ciudades y pueblos incorporados
- Jane Lew
- Weston

### Comunidades no incorporadas
| - Aberdeen - Alkires Mills - Alum Bridge - Arnold - Aspinall - Bablin - Bealls Mills - Ben Dale - Bennett - Berlin - Brownsville | - Butchersville - Camden - Churchville - Copley - Cox Town - Crawford - Emmart - Freemansburg - Gaston - Georgetown - Homewood - Horner - Ireland - Jackson Mill | - Jacksonville - Kitsonville - Lightburn - McGuire Park - Orlando - Pickle Street - Roanoke - Turnertown - Walkersville - Valley Chapel - Vadis |